# Propellerheads
De Propellerheads was een Brits danceduo dat behoorde tot de bigbeatstroming. Alex Gifford (1963) en Will White (1973) introduceerden een eigen geluid dat 'spybeat' werd genoemd. Dit vanwege een grote hoeveelheid samples en andere invloeden uit James Bondfilms.

## Geschiedenis
Gifford en White begonnen in 1995 met hun samenwerking. Gifford was eerder al als studiomuzikant betrokken geweest bij The Grid en werkte ook met Van Morrison en de Stranglers. De eerste productie werd de Dive EP (1996), waarvan een nummer in een Britse schoenenreclame werd gebruikt. Het nummer Take California (1996), waarin een sample van Richard Nixon verwerkt was, bereikte de onderste regionen van de Britse hitlijsten. De doorbraak kwam met de single Spybreak (1997). Dit nummer werd mede bekend door gebruik bij een beroemde schietscene in sciencefictionfilm The Matrix en een bewerking van de filmscore van On Her Majesty's Secret Service (1997), waarop muziek uit oude James Bondfilms werd gebruikt. De laatste werd gemaakt in samenwerking met David Arnold. Dat leverde de twee liefhebbers de kans op om een bijdrage te doen aan de soundtrack van de film Tomorrow Never Dies (1997).
In het momentum van de film kwam het nummer History repeating uit, waarop zangeres Shirley Bassey zong. Een nummer met haar opnemen was een lang gekoesterde droom. Na het opsturen van een conceptnummer stemde Bassey in met het opnemen van haar eerste hit sinds 1973. Het nummer werd in Nederland een kleine hit. Het was de voorbode van Decksandrumsandrockandroll, dat in januari van 1998 verscheen. Op het album poseerde het duo voor een explosie in stijl van het spionagegenre. Voor de Amerikaanse versie werden ook nummers opgenomen met De La Soul en Jungle Brothers.
Na het album verscheen nog de Extended Play EP (1998) en het nummer Crash voor de film Austin Powers: The Spy Who Shagged Me. Daarna werd het rustig. In 2003 ging het duo geruisloos uiteen. Will White maakte daarna nog de mixcd Beatz & Bobz Volume 2 (2004) en enkele nummers onder namen als Pimp Wax en Flexitones en werd later onderdeel van de liveband van Orbital. Alex Gifford produceerde in 2000 het album V.I.P. voor de Jungle Brothers.

## Discografie

### Albums
- Decksandrumsandrockandroll (1998)

### Singles
- "Dive" (ep, 1996)
- "Take California" (1996)
- "Spybreak" (1997)
- "On Her Majesty's Secret Service" met David Arnold (1997)
- "History Repeating" met Shirley Bassey (1997)
- "360 Degrees (Oh Yeah?)" (1998)
- "Bang On !" (1998)
- "Velvet Pants" (1998)
- "Extended Play" (ep, 1998)